# Viaduct van Remersdaal
Het Viaduct van Remersdaal is een spoorbrug bij Remersdaal in de gemeente Voeren in de Belgische provincie Limburg. Het viaduct ligt ten noordoosten van Remersdaal tegen het Beusdalbos aan en overspant de Gulp. Andere plaatsen in de buurt zijn Obsinnich in het noordwesten en Homburg verder naar het zuidwesten. Het bouwwerk is opgetrokken uit gestampt beton en maakt deel uit van Spoorlijn 24, die tijdens de Eerste Wereldoorlog in 1917 door de Duitse bezetter werd aangelegd. Het viaduct maakt deel uit van de Montzenroute.
Aan de zuidoostzijde sluit het viaduct aan op de Tunnel van Remersdaal, die onder het Plateau van Crapoel doorgaat. In het westen, op ongeveer een kilometer van het viaduct, begint de Tunnel van Veurs, die onder de volgende heuvelrug doorgaat. Het viaduct moet in dit tussenliggende beekdal in het laagste gedeelte oversteken en overspant daarbij 390 meter.

## Ongeluk in oktober 2013
Op 1 oktober 2013, rond vijf uur 's ochtends, reed op het viaduct een goederentrein geladen met auto's tegen een stilstaande trein op. Er vielen geen doden of gewonden, maar de materiële schade was groot. Drie wagons met auto's stortten meer dan 20 meter naar beneden. De sporen en bovenleidingen moesten hersteld worden. Naast de materiële schade veroorzaakte het ongeval ook economische schade, omdat het viaduct onderdeel uitmaakt van de enige in gebruik zijnde binnenlandse goederentreinverbinding tussen de haven van Antwerpen en het Duitse Ruhrgebied.